# Lijst van rijksmonumenten in Neder-Betuwe
De gemeente Neder-Betuwe telt vijftig inschrijvingen in het rijksmonumentenregister. Hieronder een overzicht. 

## Dodewaard
De plaats Dodewaard telt tien inschrijvingen in het rijksmonumentenregister. Zie Lijst van rijksmonumenten in Dodewaard voor een overzicht.

## Echteld
De plaats Echteld telt tien inschrijvingen in het rijksmonumentenregister.
| Object | Oorspronkelijke functie?  | Bouwjaar                                     | Architect | Locatie              | Coördinaten?                  | Nr.?   | Afbeelding        |
| --- | ------------------------- | -------------------------------------------- | --------- | -------------------- | ----------------------------- | ------ | ----------------- |
| Hervormde Kerk en inventaris | Kerk en kerkonderdeel     | 15e eeuw                                     |           | Ooisestraat 1        | 51° 54' 32" NB, 5° 29' 57" OL | 14267  | Meer afbeeldingen |
| Toren van de Hervormde Kerk | Kerk en kerkonderdeel     | 1835                                         |           | Ooisestraat bij 1    | 51° 54' 32" NB, 5° 29' 57" OL | 14268  | Meer afbeeldingen |
| Boerderij Den IJver | Boerderij                 | 18e eeuw                                     |           | Waalbandijk 68       | 51° 54' 2" NB, 5° 28' 29" OL  | 14270  | Meer afbeeldingen |
| Boerderij De Tekkenburg | Boerderij                 | laatste helft 19e eeuw                       |           | Wijenburgsestraat 6  | 51° 54' 27" NB, 5° 30' 3" OL  | 14271  | Meer afbeeldingen |
| Gepleisterde boerderij op T-vormige plattegrond met links onderkelderd woonhuis. 18e-eeuws karakter dat een met riet gedekt zadeldak draagt. Rechts een bakstenen schuur | Boerderij                 | middeleeuwen (linkergedeelte met opkamer)    |           | Wijenburgsestraat 11 | 51° 54' 22" NB, 5° 30' 46" OL | 14272  | Meer afbeeldingen |
| Boerderij 't Alverlies | Boerderij                 | eerste helft 19e eeuw                        |           | Hogeveldseweg 2      | 51° 54' 18" NB, 5° 30' 32" OL | 46587  | Meer afbeeldingen |
| Kasteel Wijenburg | Kasteel, buitenplaats     | 1178 (oudste vermeldingen)                   |           | Voorstraat 2         | 51° 54' 34" NB, 5° 30' 1" OL  | 520105 | Meer afbeeldingen |
| Wijenburg, parkaanleg | Tuin, park en plantsoen   | midden 19e eeuw                              |           | Voorstraat bij 2     | 51° 54' 33" NB, 5° 30' 1" OL  | 520106 | Meer afbeeldingen |
| Wijenburg, bouwhuis | Bijgebouwen kastelen enz. | 16e eeuw (bouw) 18e/19e/20e eeuw (gewijzigd) |           | Voorstraat bij 2     | 51° 54' 34" NB, 5° 30' 1" OL  | 520108 | Meer afbeeldingen |
| Wijenburg, brug | Tuin, park en plantsoen   | midden 19e eeuw (oorspronkelijk)             |           | Voorstraat bij 2     | 51° 54' 33" NB, 5° 30' 1" OL  | 520109 | Meer afbeeldingen |

## Hien
De plaats Hien telt zeven inschrijvingen in het rijksmonumentenregister.
| Object | Oorspronkelijke functie? | Bouwjaar                                                       | Architect | Locatie            | Coördinaten?                  | Nr.?   | Afbeelding |
| --- | ------------------------ | -------------------------------------------------------------- | --------- | ------------------ | ----------------------------- | ------ | --- |
| Den Esch: deftig landhuis met verdieping en omlopend schilddak | Woonhuis                 | midden 19e eeuw                                                |           | Kerkstraat 6       | 51° 54' 39" NB, 5° 39' 59" OL | 12927  | Meer afbeeldingen |
| Rossenhof : boerderij met verdieping, hogere middenpartij, schilddak en kroonlijst. Vensters met luiken en zes- en vierruitsramen.                                    | Boerderij                | eerste helft 19e eeuw                                          |           | Kerkstraat 19      | 51° 54' 47" NB, 5° 39' 53" OL | 12928  | Rossenhof : boerderij met verdieping, hogere middenpartij, schilddak en kroonlijst. Vensters met luiken en zes- en vierruitsramen. |
| Boerderij met hoog wolfdak, met riet gedekt. Tongewelfde kelders. Vensters met luiken en ramen, waarin een 16-ruits- en zesruitsroedenverdeling. Trap met balusterhek | Boerderij                | 18e eeuw                                                       |           | Waalbandijk 83     | 51° 54' 29" NB, 5° 39' 44" OL | 12929  | Meer afbeeldingen |
| Inventaris van de Hervormde Kerk: vier kronen; kaarsenhouder aan de preekstoel; doopvont op het kerkhof                                                               | Vanwege onderdelen kerk  | 17e eeuw (kronen) 17e eeuw (kaarsenhouder) 16e eeuw (doopvont) |           | Waalbandijk 95     | 51° 54' 29" NB, 5° 40' 2" OL  | 12930  | Inventaris van de Hervormde Kerk: vier kronen; kaarsenhouder aan de preekstoel; doopvont op het kerkhof                            |
| Toren der Hervormde Kerk : laatgotisch bouwwerk. Mechanisch torenuurwerk J. van der Kerkhof, Aarle-Rixtel, later voorzien van elektrische opwinding                   | Kerk en kerkonderdeel    | eerste helft 15e eeuw                                          |           | Waalbandijk bij 95 | 51° 54' 29" NB, 5° 40' 1" OL  | 12931  | Meer afbeeldingen |
| Voormalig herenboerderij "Nijburg" | Boerderij                | 1858                                                           |           | Welysestraat 5     | 51° 54' 29" NB, 5° 40' 30" OL | 512154 | Voormalig herenboerderij "Nijburg"                                                                                                 |

## IJzendoorn
De plaats IJzendoorn telt twee inschrijvingen in het rijksmonumentenregister.
| Object                                                            | Oorspronkelijke functie? | Bouwjaar     | Architect | Locatie            | Coördinaten?                  | Nr.?  | Afbeelding        |
| ----------------------------------------------------------------- | ------------------------ | ------------ | --------- | ------------------ | ----------------------------- | ----- | ----------------- |
| Hervormde Kerk                                                    | Kerk en kerkonderdeel    | kort na 1384 |           | Dorpsstraat 30     | 51° 54' 21" NB, 5° 31' 56" OL | 14280 | Hervormde Kerk    |
| Toren van de Hervormde Kerk met klok van anonieme gieter uit 1527 | Kerk en kerkonderdeel    |              |           | Dorpsstraat bij 30 | 51° 54' 21" NB, 5° 31' 56" OL | 14281 | Meer afbeeldingen |

## Kesteren
De plaats Kesteren telt twaalf inschrijvingen in het rijksmonumentenregister. Zie Lijst van rijksmonumenten in Kesteren voor een overzicht.

## Ochten
De plaats Ochten telt vijf inschrijvingen in het rijksmonumentenregister.
| Object | Oorspronkelijke functie?  | Bouwjaar | Architect | Locatie          | Coördinaten?                  | Nr.?  | Afbeelding |
| --- | ------------------------- | -------- | --------- | ---------------- | ----------------------------- | ----- | --- |
| Tegen de oostmuur van de Hervormde Kerk een grafzerk | Begraafplaats en -onderdl | 1605     |           | Kerkstraat 1     | 51° 54' 28" NB, 5° 33' 56" OL | 14273 | Meer afbeeldingen |
| In de toren een luidklok van Peter van Johan van Trier | Vanwege onderdelen kerk   | 1643     |           | Kerkstraat bij 1 | 51° 54' 29" NB, 5° 33' 55" OL | 14274 | Meer afbeeldingen |
| Gepleisterde boerderij onder rieten wolfdak. Vensters met luiken en goede roedenverdeling in de ramen. Links onderkelderd. Zomerhuis onder zadeldak                     | Boerderij                 | 18e eeuw |           | Liniestraat 3    | 51° 54' 35" NB, 5° 34' 10" OL | 14275 | Meer afbeeldingen |
| Gepleisterde boerderij op T-vormige plattegrond. Woonhuis met schilddak, gedekt met riet. Rechts een opkamer. Vensters met luiken en in de ramen kleine roedenverdeling | Boerderij                 | 18e eeuw |           | 44 Ri Straat 10  | 51° 54' 33" NB, 5° 33' 49" OL | 14276 | Meer afbeeldingen |
| Kwakelbrug : linie Ochten-de Spees. Een gedeelte van de linie met een batterij ten noorden van de Linge                                                                 | Bomvrij militair object   |          |           | Cuneraweg bij 6  | 51° 55' 4" NB, 5° 34' 42" OL  | 14279 | [[Bestand:\|100x100px\|center\|border\|Kwakelbrug : linie Ochten-de Spees. Een gedeelte van de linie met een batterij ten noorden van de Linge]] Meer afbeeldingen |

## Opheusden
De plaats Opheusden telt drie inschrijvingen in het rijksmonumentenregister.
| Object                                                      | Oorspronkelijke functie? | Bouwjaar              | Architect | Locatie        | Coördinaten?                  | Nr.?   | Afbeelding        |
| ----------------------------------------------------------- | ------------------------ | --------------------- | --------- | -------------- | ----------------------------- | ------ | ----------------- |
| De toren vanwege een luidklok van Hans Falck van Neurenberg | Kerk en kerkonderdeel    | 1609                  |           | Hamsestraat 2  | 51° 56' 1" NB, 5° 37' 38" OL  | 23659  | Meer afbeeldingen |
| Hervormde Kerk                                              | Kerk en kerkonderdeel    | 1524                  |           | Hamsestraat 2A | 51° 56' 2" NB, 5° 37' 38" OL  | 23660  | Meer afbeeldingen |
| Voormalig veerhuis annex boerderij                          | Transport                | tweede helft 19e eeuw |           | Veerweg 1      | 51° 56' 24" NB, 5° 36' 55" OL | 522904 | Meer afbeeldingen |

## Wely
De plaats Wely telt één inschrijving in het rijksmonumentenregister.
| Object                 | Oorspronkelijke functie? | Bouwjaar | Architect | Locatie         | Coördinaten?                  | Nr.?   | Afbeelding        |
| ---------------------- | ------------------------ | -------- | --------- | --------------- | ----------------------------- | ------ | ----------------- |
| Boerderij "Vale Dries" | Boerderij                | 1877     |           | Waalbandijk 131 | 51° 53' 46" NB, 5° 42' 35" OL | 512155 | Meer afbeeldingen |